# 大沼貞蔵
大沼 貞藏（おおぬま ていぞう、旧姓：吉田、1893年〈明治26年〉1月23日 - 1974年〈昭和49年〉8月1日）は、日本の医師。医学博士。（社）山形県医師会会長〈初代〉。（社）山形市医師会会長〈初代、第5代〔法人化以前からの通算では第7代、第11代〕〉。山形市医師連盟委員長〈初代〉。山形市立病院済生館館長〈第10代〉。大日本帝国陸軍軍医大尉。

## 来歴
- 1893年（明治26年）1月23日 - 東村山郡金井村の父：吉田作治郎と母：リヲの五男（8人兄弟の末子）として生まれる。
- 1912年（明治45年）3月29日 - 山形縣立山形中學校（後の山形県立山形東高等学校）卒業。在学中は首席を通した。
- 1913年（大正2年）1月25日 - 大沼保吉の長女：セン（当時15歳）と結婚し婿養子となる。
- 1915年（大正4年）7月30日 - 仙台第二高等学校（後の東北大学教養学部）卒業
- 1919年（大正8年）11月30日 - 東京帝国大学医学部卒業
- 1922年（大正11年）3月29日 - 妻：セン死去（24歳没）。
- 1923年（大正12年）10月30日 - 東京帝国大学医学部病理学研究室勤務
- 1924年（大正13年）9月20日 - 千葉医科大学講師就任
- 1925年（大正14年）8月1日 - 大沼保吉の次女：クラ（当時18歳）と再婚。
- 1928年（昭和3年）4月14日 - 東京帝国大学医学部島薗内科勤務
- 1929年（昭和4年）7月17日 - 医学博士号（東京帝国大学）授与
- 1931年（昭和6年）3月4日 - 南満州鉄道入社
- 1935年（昭和10年）7月20日 - 撫順病院内科医長就任
- 1938年（昭和13年）4月1日 - 牡丹病院院長就任
- 1940年（昭和15年）4月 - 日本に帰国。
  - 4月23日 - 済生館副館長兼第一内科医長就任
- 1942年（昭和17年）9月 - 応召、大日本帝国陸軍軍医中尉任官。
- 1944年（昭和19年）9月7日 - 山形市立病院済生館第10代館長就任（1952年（昭和27年）6月30日まで）
- 1945年（昭和20年）9月 - 応召から帰還。
- 1947年（昭和22年）10月7日 - （社）山形市医師会初代会長就任（1949年（昭和24年）3月31日まで）
  - 11月 - （社）山形県医師会が設立され初代会長就任（1950年（昭和25年）3月31日まで）
- 1948年（昭和23年）3月 - 日本医師会代議員就任
- 1952年（昭和27年）6月30日 - 柳町に「大沼内科医院」開業。
- 1956年（昭和31年）4月1日 - （社）山形市医師会第5代会長就任（1968年（昭和43年）3月31日まで）
- 1963年（昭和38年）1月12日 - 政治団体の山形市医師連盟が結成され初代委員長就任
- 1966年（昭和41年）6月 - 山形市医師会史編纂委員会委員長就任
- 1974年（昭和49年）8月1日 - 死去。満81歳没。

## 栄典・受賞
- 1961年（昭和36年）10月11日 - 藍綬褒章[1]
- 1965年（昭和40年）4月29日 - 勲四等瑞宝章[2]
- 1974年（昭和49年）8月1日 - 従五位、銀杯一個[3]

## その他の役職
- 山形市学校医会長

## 著作・出版
著書
- 『句集雁来紅』 1963年 大沼貞蔵（著・出版）
- 『癌の知識』 1965年 大沼貞蔵（著） 山形県学校保健連合会（出版）

編纂
- 『大沼保吉翁回想録』 1963年6月 後藤嘉一（編著） 大沼勘四郎、大沼義之助、大沼貞蔵（編纂委員）
- 『中央医会会史』 1969年4月 大沼貞蔵（編） 山形市医師会史編纂委員会（出版）

博士論文
- 『交感神経系統の正常並に病理組織学的研究』 東京帝国大学

## 親族
- 養父：大沼保吉 - 第10代山形市長、寿虎屋酒造8代目経営者、千代寿虎屋酒造初代経営者
- 養母：大沼セイ - 保吉の後妻。寿虎屋酒造7代目経営者・大沼金治の三女
- 前妻：大沼セン - 保吉の長女
- 後妻：大沼クラ - 保吉の次女
  - 長男：大沼貞雄 - 医師、医学博士、（社）山形市医師会会長
- 義兄：大沼勘四郎 - 寿虎屋酒造9代目経営者
  - 義姪：大沼裕子 - 正田陽一（東京大学名誉教授・上皇后美智子の従兄）妻
  - 義甥：大沼保昭 - 東京大学名誉教授
- 義弟：大沼義之助 - 千代寿虎屋酒造2代目経営者
  - 義甥：大沼保義 - 千代寿虎屋酒造3代目経営者

## 参考資料
- 『大沼保吉翁回想録』 1963年6月 後藤嘉一（編著） 大沼保吉翁回想録編纂委員会（出版）
- 『社団法人山形県医師会史』 2004年3月 山形県医師会（出版）
- 『山形市医師会史：後編』 1980年10月 山形市医師会（出版）
- 『山形市医師会外史五十年のあゆみ』 1998年3月 山形市医師会（出版）
- 『済生館史』 後藤嘉一（著） 山形市立病院済生館（出版）
- 『山形市立病院済生館思い出の記』 1993年10月 山形市立病院済生館（編纂・出版）